# Svartbaza
Svartbaza (Aviceda leuphotes) är en sydasiatisk fågel i familjen hökar inom ordningen hökfåglar.

## Utseende och läten
Svartbazan är en säregen liten rovfågel. Den mäter 33 cm, är i huvudsak svart, har lång tofs på huvudet, vitt bröstband och är iögonfallande ljusgrå på undersidan av handpennorna i kontrast till de svarta armpennorna. Buken är bandad i rostfärgat och vitt. Lätet är "chu-weep". Mjuka visselljud och måslika jamanden har också beskrivits. Liksom andra arter i släktet Aviceda har den två tandlika flikar på övernäbbens kant.

Schematisk illustration över den svarta bazans teckning underifrån.

## Utbredning och systematik
Svartbaza påträffas i städsegröna skogar i södra och sydöstra Asien och delas upp i fyra underarter med följande utbredning:
- wolfei – Sichuan i västra centrala Kina
- syama – häckar från nordöstra Indien till södra Kina, övervintrar i Sydostasien och på Sumatra
- leuphotes – sydvästra Indien till södra Myanmar och västra Thailand
- andamanica – Andamanerna

Underarten wolfei inkluderas ofta i leuphotes. Vissa behandlar också arten som monotypisk, det vill säga inte delar upp den i några underarter.
Släktet Aviceda är närmast släkt med bivråkar i släktet Henicopernis samt de två australiska arterna tvärstjärtsglada och svartbröstad glada. De bildar en grupp tillsammans med bivråkar i Pernis, amerikanska glador i Elanoides, Chondrohierax och Leptodon samt madagaskarörnen.

## Ekologi
Fågeln ses ofta flyga kråklikt i små grupper, framför allt under flyttning. Den födosöker gärna i skymning och under mulet väder i jakt på flygande insekter. Ibland tar den även sittande insekter, alltid med fötterna. Svartbaza har också setts jaga småfåglar som ärlor genom att attackera flygande flockar, men även äta oljepalmens frukter och andra frukter. I en text från 1878 sägs det även att fågeln luktar illa.

## Status och hot
Arten har ett stort utbredningsområde och en stor population, men tros minska i antal, dock inte tillräckligt kraftigt för att den ska betraktas som hotad. IUCN kategoriserar därför arten som livskraftig (LC).

## Namn
Fågeln kallades tidigare svart baza på svenska.